# سندان (أداة)

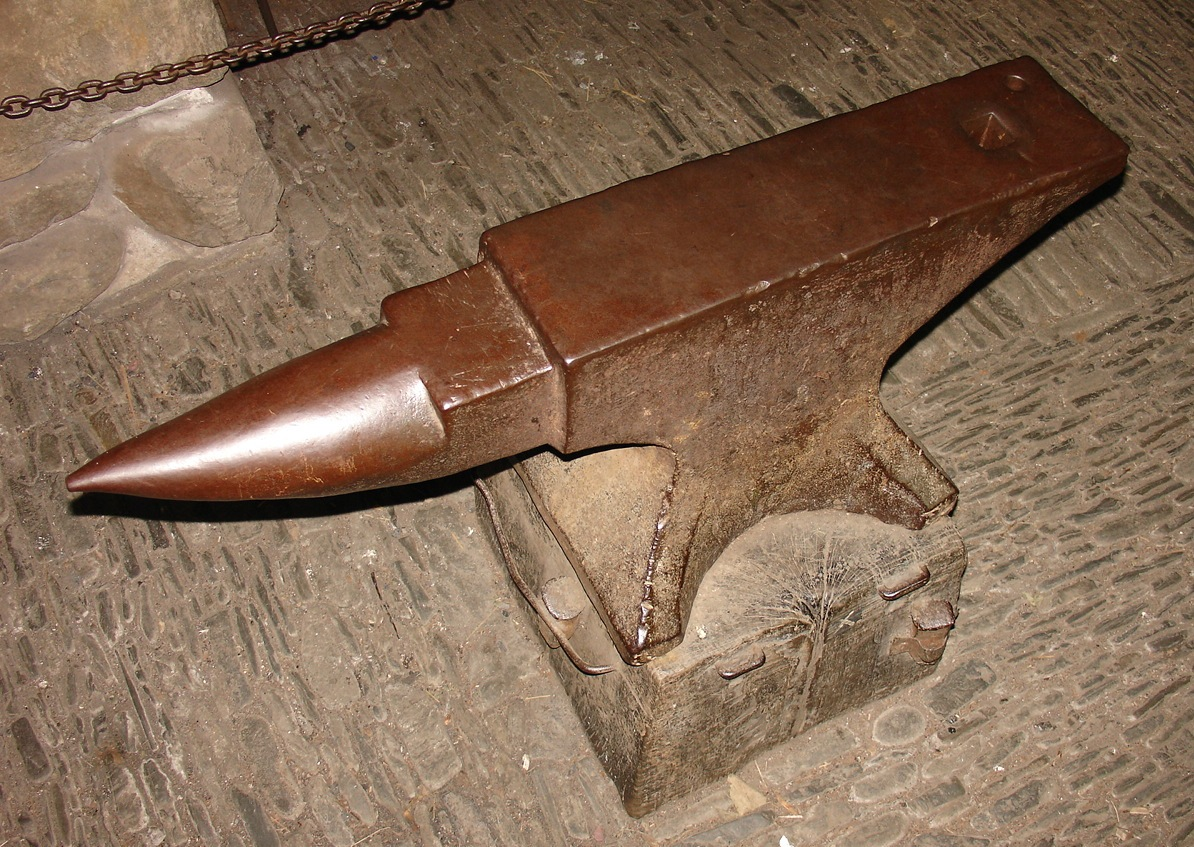
السندان.

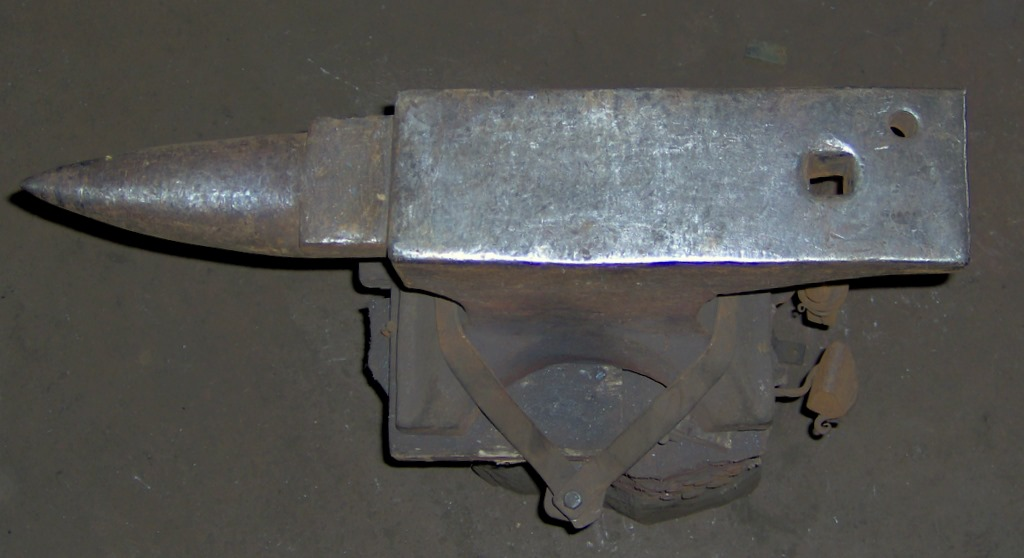
السندان.

السندان (الجمع: سَنَادِيْن) أو السندال يسمى أيضاً الصَّلايَة والصَّلاءَة الآلة الحديدية التي يطرق عليها المعادن تستخدم في الحدادة.